# Тишківка (Старобільський район)
Ти́шківка — село в Україні, у Марківській селищній громаді Старобільського району Луганської області. Населення становить 237 осіб.